# Nemotelus nudus
Nemotelus nudus är en tvåvingeart som beskrevs av Kertesz 1914. Nemotelus nudus ingår i släktet Nemotelus och familjen vapenflugor. Inga underarter finns listade i Catalogue of Life.